# Copablepharon album
Copablepharon album là một loài bướm đêm trong họ Noctuidae.